# Ferdinand al II-lea al Leonului
Ferdinand al II-lea (n. 1137, Provincia Zamora, Castilia și León, Spania – d. 22 ianuarie 1188, Benavente⁠(d), Lezíria do Tejo Subregion⁠(d), Portugalia) a fost regele Leonului și Galiciei din 1157 până la moartea sa.
Născut în Toledo, Castilia, el a fost fiul regelui Alfonso al VII-lea al Leonului și Castiliei și a soției sale, Berenguela, din Casa de Barcelona. La moartea tatălui său, el a primit Leonul și Galicia, în timp ce fratele său, Sancho, a primit Castilia și Toledo. 
El și-a petrecut cea mai mare parte din primul an ca rege într-o dispută cu nobilii puternici și cu o invazie a fratelui său, Sancho al III-lea. În 1158 cei doi frați s-au întâlnit la Sahagun și în mod pașnic și-au rezolvat problemele de patrimoniu. Cu toate acestea, Sancho a murit în același an, fiind succedat de fiul său care era un copil, Alfonso al VIII-lea, în timp ce Ferdinand a ocupat părți din Castilia. Problemele de frontieră cu Castilia s-au reluat în 1164 când s-au întâlnit la Soria cu familia Lara, care îl reprezenta pe Alfonso al VIII-lea și a fost stabilit un armistițiu, permițându-i să se deplaseze împotriva musulmanilor Almoravid, care încă dețineau o mare parte din sudul Spaniei. În același an, Ferdinand l-a învins pe regele Afonso I al Portugaliei, care, în 1163, ocupase Salamanca pentru repopularea zonei ordonată de Tegele Leonului.
În 1184, după o serie de tentative eșuate, califul Almohad Abu Yaqub Yusuf a invadat Portugalia, cu o armată recrutată din nordul Africii și în luna mai, l-au asediat pe Alfonso I în Santarém. Portughezii au fost ajutați de sosirea armatelor trimise de către arhiepiscopul din Santiago de Compostela, în luna iunie, și de către Ferdinand al II-lea în luna iulie.
În 1185 Ferdinand s-a căsătorit pentru a treia oară cu Urraca López de Haro (fiica lui Lope Díaz, domn de Biscaya, Nájera și Haro), care a fost amanta lui din 1180. Urraca încercat în zadar să-l aibă pe Alfonso al IX-lea, primul fiu al lui Ferdinand, declarat nelegitim, pentru a-l favoriza pe fiul ei, Sancho. 
Ferdinand al II-lea a murit în 1188, la Benavente, în timp ce se întorcea de la un pelerinaj din Santiago de Compostela. El a fost înmormântat în catedrala din Compostela.